# Avignon–Caumont repülőtér
Az Avignon–Caumont repülőtér (IATA: AVN, ICAO: LFMV) egy nemzetközi repülőtér Franciaországban, Avignon közelében. Éves utasforgalma 9911 fő . 2010-ben a repülőtér nevét Avignon-Caumont-ról Avignon-Provence-ra változtatták.

## Futópályák
A repülőtér futópályái:
- 17/35

## Légitársaságok és uticélok
| Légitársaság   | Célállomások |
| -------------- | ------------ |
| TUIfly Belgium | Antwerpen    |

## Forgalom
Az utasforgalom az elmúlt években az alábbi módon változott:
| Utasok száma | 125 227 | 124 211 | 80 242 | 75 822 | 71 490 | 29 940 | 11 448 | 16 549 | 6857 | 9911 |
|              | 1997    | 2000    | 2003   | 2005   | 2008   | 2011   | 2014   | 2016   | 2019 | 2022 |